# Hugo Lydén
Hugo Roland Lydén, född 18 december 1920 i Borås, död 8 juli 2014 i Borås Caroli församling, var en svensk fotbollsspelare (vänsterytter).
Andersson representerade IF Elfsborg, för vilka han mellan 1942/1943 och 1950/1951 spelade 135 allsvenska matcher (44 mål). 1947 spelade han en B-landskamp (inga mål) för Sverige.